# Gerbillus cheesmani
Gerbillus cheesmani або Піщанка Чізмана — невеликий гризун підродини Піщанкові родини мишеві. Поширений від Аравійського півострову до південно-західного Ірану.

## Таксономія
Вид був вперше описаний британським зоологом Олдфілдом Томасом в 1919 році. Вид названий на честь британського офіцера, дослідника і орнітолога Роберта Ернеста Чізмана, який вперше зібрав зразки нового виду піщанки.

## Опис
Вид схожий на звичайну піщанку (Gerbillus gerbillus) і піщанку Андерсона (Gerbillus andersoni). Довжина тіла разом з головою від 70 до 110 мм, довжина хвоста від 90 до 135 мм. Як і у згаданих вище видів, підошви кінцівок покриті волоссям. Колір шерсті оранжево-коричневий, живіт білий, очі великі, хвіст дуже довгий.

## Поширення
Піщанка Чізмана мешкає на Аравійському півострові і Близькому Сході. Середовища проживання включають посушливі рівнини з піщаними ґрунтами, пустелі і прибережні рівнинні солончаки (себха). Вид часто зустрічається в місцях, де ростуть рослини Haloxylon, Calligonum, Ephedra alata і Artemisia.

## Екологія
Вид веде нічний спосіб життя. Денну спеку проводить в норі, вночі виходить на пошук насіння і трав. Іноді може вживати корм тваринного походження. Волосся на ступнях ніг- важливе пристосування тварини, завдяки якому вона бігає по піску. Може високо стрибати. Добуває воду, злизуючи росу з рослин, а також економить вологу, виробляючи сухі фекалії і невелику кулькість сечі. Піщанка заносить в нору соковиті рослини, підвищуючи вологість всередині.схід в нору часто розташовується під кущем. Тварина маскує вхід, загрібаючи пісок хвостом. На піщанку полюють сови, аравійський підвид звичайного лиса і лисиця піщана.

## Охорона
Піщанка Чізмана є широкорозповсюдженим і численним видом, має великий ареал проживання. На думку дослідників, популяція піщанки стабільна. особливих загроз для виду не виявлено. МСОП відніс цей вид, щодо якого є наменші загрози.